# Аплэйчау
Аплэйча́у (иер. 鴨脷洲, ютпх. Aap3 Lei6 Zau1, кит.-рус. Яличжоу) или Ап-Лей-Чау? (англ. Ap Lei Chau) — остров на территории Гонконга, входит в состав Южного округа; один из самых густонаселенных островов в мире (более 60 тыс. чел./км²). Расположен в Абердинской бухте к юго-западу от острова Гонконг, напротив района Абердин.

## История
Одна из первых карт острова относится к периоду Мин. На ней имеется поселение «Сянганцунь» (иер. 香港村, кант.-рус. Хёнкончхюнь, буквально: «деревня Душистая Гавань»), от которого пошло название соседнего острова, а затем и всей британской колонии Гонконг.
До Первой Опиумной войны Аплэйчау был рыболовецкой деревней, а также служил в качестве укрытия судов при тайфунах. После подписания Нанкинского договора, заключённого в 1842 году, остров вместе с Гонконгом отошёл в пользу Британской империи.
В 1968 году здесь была построена электростанция компании Hongkong Electric, которая снабжала электричеством весь остров Гонконг. В 1989 году, в связи со строительством новой электростанции на острове Ламма, старый объект закрыли и снесли, а освободившиеся земли отвели под жилую застройку (часть территории была отвоёвана у моря в результате масштабных насыпных работ).
В 1983 году был построен мост с четырёхполосной трассой, который соединил Аплэйчау с Абердином и придал новый импульс для экономического развития острова. В 1994 году была произведена реконструкция моста с расширением дорожного полотна до восьми полос.

## География
Остров имеет форму, которую сравнивают с формой языка утки. Отсюда и название острова — «Утиный язык» (по-кантонски «ап» — утка, «лэй» — язык, «чау» — остров). Иные названия острова — Яличжоу (транскрипция с путунхуа) и Абердинский остров. Самая высокая возвышенность на острове — холм Юккуайсань (玉桂山) или гора Джонстона.
С севера и северо-запада Аплэйчау омывается водами Абердинской гавани, с севера граничит с районом Абердин, с востока омывается водами гавани Шамвань и граничит с районом Вончукхан. С юга Аплэйчау омывается водами Абердинского канала и канала Ист-Ламма, а также соединён песчано-каменистой перемычной с малым незаселённым островком Аплэйпай или Ялипай.
Вдоль северного побережья острова расположены парк Аплэйчау, сад Хунсин-стрит, променад Аплэйчау Уотерфронт и парк Аплэйчау-винд-тауэр.

## Население
Основная масса населения проживает в северной части острова, тогда как южная остаётся менее заселённой из-за холмистого рельефа и расположенных здесь промышленных объектов. По состоянию на 2007 год на острове проживало почти 87 тыс. человек, в том числе в Ap Lei Chau Estate — 13 973, в Ap Lei Chau North — 16 842, в Lei Tung I — 14 060, в Lei Tung II — 13 425, в South Horizons East — 13 968 и в South Horizons West — 14 514.

## Религия
На острове расположены храм Хунсин, построенный местными рыбаками в 1773 году, и храм Квуньям (Гуаньинь или Шуйюэт), построенный до 1891 года возле старого полицейского участка, а также баптистская церковь Харбор-мишн.

## Экономика
На острове Аплэйчау расположено несколько высотных жилых комплексов — Ap Lei Chau Estate (1979—1982), Lei Tung Estate (1986—1988), Yue On Court (1989), South Horizons (1991—1995), Marina Habitat (1998), Sham Wan Towers (2003) и Larvotto Towers (2011), а также современные очистные сооружения, небольшие верфи по постройке яхт и промышленная зона Ap Lei Chau Industrial Estate. Торговля сосредоточена в Marina Square, Lei Tung Commercial Centre, Horizon Plaza, на рынках Lei Tung Estate и Ap Lei Chau Estate. Кроме того, на острове работает немало супермаркетов, магазинов, ресторанов и кафе.

## Транспорт
Аплэйчау соединён с Гонконгом автомобильным мостом, который имеет по четыре полосы в каждом направлении. Здесь действуют регулярные автобусные маршруты, работают микроавтобусы и обычное такси. Имеется водное сообщение на паромах и сампанах. В рамках расширения Гонконгского метрополитена ведётся строительство двух новых станций (Lei Tung и South Horizons).

## Культура и образование
На острове расположены Абердинский баптистский колледж Луйминчой, основанный в 1974 году, колледж Истинного света, основанный в 1975 году, международная школа Монтессори, правительственная начальная школа Южного округа, начальная школа Драгоценной крови, католическая школа Святого Петра, публичная библиотека Аплэйчау и выставочная галерея парка Аплэйчау-винд-тауэр.

## Здравоохранение
Базовым медицинским центром острова является клиника Аплэйчау и расположенные при ней центр семейной медицины и центр матери и ребёнка.

## Спорт
На острове находятся спортцентр при здании муниципальных услуг Аплэйчау.